# Långholmen (vid Skämmö, Ingå)
Långholmen är en ö i Finland. Den ligger i Finska viken och i kommunen Ingå i landskapet Nyland, i den södra delen av landet. Ön ligger omkring 55 kilometer väster om Helsingfors.
Öns area är 3,5 hektar och dess största längd är 400 meter i öst-västlig riktning.